# Calvisia flavoguttata
Calvisia flavoguttata är en insektsart som beskrevs av Ludwig Redtenbacher 1908. Calvisia flavoguttata ingår i släktet Calvisia och familjen Diapheromeridae. Inga underarter finns listade.